# Liste der Kulturdenkmäler in Ney (Hunsrück)
In der Liste der Kulturdenkmäler in Ney sind alle Kulturdenkmäler der rheinland-pfälzischen Ortsgemeinde Ney einschließlich des Ortsteils Dieler aufgeführt. In den Ortsteilen Schönecker Mühle und Hierenmühle sind keine Kulturdenkmäler ausgewiesen. Grundlage ist die Denkmalliste des Landes Rheinland-Pfalz (Stand: 27. Oktober 2023).

## Einzeldenkmäler
| Bezeichnung                             | Lage                                                    | Baujahr         | Beschreibung                                            | Bild                           |
| --------------------------------------- | ------------------------------------------------------- | --------------- | ------------------------------------------------------- | ------------------------------ |
| Katholische Filialkirche St. Wendelinus | Ney, Waldstraße 1 Lage                                  | 1754            | Saalbau, 1754                                           | weitere Bilder Fotos hochladen |
| Kapelle                                 | Ney, südwestlich des Ortes bei der Baunhöllermühle Lage | 19. Jahrhundert | Saalbau, 19. Jahrhundert                                | Fotos hochladen                |
| Quereinhaus                             | Dieler, Nr. 10 Lage                                     | 18. Jahrhundert | Fachwerk-Quereinhaus, teilweise massiv, 18. Jahrhundert | Fotos hochladen                |